# Planetesimal
Planetesimal é um corpo rochoso ou de gelo de 0.1-100km que supostamente se formou no início do Sistema Solar. Supõem-se que os planetas cresceram da acumulação de planetesimais. Muitos planetesimais que sobraram da acreção foram ejetados por perturbações do planetas para a Cintura de Kuiper e para a Nuvem de Oort além de Netuno.
Uma teoria amplamente aceita sobre a formação de planetas, as chamadas hipóteses planetesimais de Chamberlin–Moulton e a de Viktor Safronov, afirma que os planetas se formam de grãos de poeira cósmica que colidem e se grudam formando corpos maiores e maiores. Quando os corpos atingem tamanhos de aproximadamente um quilômetro, eles podem atrair-se por meio da gravidade mútua, auxiliando no crescimento de protoplanetas do tamanho de luas. Essa é a definição mais comum de planetesimais. Corpos que são menores do que planetesimais devem apresentar um movimento browniano ou movimentos de turbulência no gás para fazer com que as colisões o façam se aderir. Alternativamente, pode-se formar planetesimais em uma camada muito densa de grãos de poeira que passa por uma instabilidade gravitacional no plano médio de um disco protoplanetário. Muitos planetesimais eventualmente se quebram durante as colisões violentas, como pode ter acontecido com 4 Vesta e 90 Antiope.